# Autostrada A3 (Luxemburg)
Autostrada A3 (în luxemburgheză Autobunn A3), cunoscută și sub denumirea de autostrada Dudelange, este o autostradă care leagă Luxemburgul de Franța. Aceasta începe la Howald (Hesperange), la sensul giratoriu Glück, ca prelungire a drumului rapid B3 (în luxemburgheză Autobunn B3), situat la sud de orașul Luxemburg, și se termină la Zoufftgen, unde traversează frontiera franceză și se conectează la autostrada franceză A31.

## Istoric
Primul tronson al autostrăzii a fost dat în exploatare în anul 1978, între sensul giratoriu Glück și nodul rutier de la Dudelange, având scopul de a descongestiona traficul de pe drumul național 3. Trei ani mai târziu, în 1981, autostrada a fost completată prin deschiderea tronsonului până la frontiera franco-luxemburgheză și conectarea acesteia la autostrada franceză A31.

## Caracteristici
Autostrada A3 leagă, ca prelungire a drumului expres (autobunn) B3, sensul giratoriu Glück, situat la sud de Luxemburg, de frontiera cu Franța și de autostrada franceză A31, care continuă spre Thionville și Metz, în direcția sud.
Administrată de Administration des ponts et chaussées, autostrada are o lungime de 13,3 km și face parte din ruta europeană 29 (E29) între Croix de Gasperich (nodul rutier cu autostrăzile A1 și A6) și Croix de Bettembourg (nodul rutier cu autostrada A13), precum și din ruta europeană 25 (E25) pe întreaga sa lungime.
Aceasta reprezintă principala legătură rutieră între Franța și Luxemburg (împreună cu A31, pe care o continuă), datorită mai multor factori:
- Este principala rută utilizată de numeroșii lucrători transfrontalieri francezi care se deplasează zilnic în Luxemburg.
- Se află pe traseul principal folosit de turiști și transportatori care călătoresc între nordul și sudul Europei și invers.

Zona de servicii Berchem (situată între Croix de Gasperich (Luxemburg) și ieșirea Livange (Roeser)) găzduiește cea mai mare stație de service din Europa și cea mai mare stație a grupului Shell.

## Traseu
| De la B3 până la frontiera franceză, Autoroute de Dudelange este un tronson fără taxă, administrat de Administration des Ponts et Chaussées. | |                   |
| B3 | |                   |
| Giratoire Gluck | Cartiere deservite: Hesperange-Howald, Luxemburg-Gasperich                                                                             | CR224             |
| A3 | |                   |
| 1 - Hespérange | Orașe deservite: Hesperange, Hesperange-Howald.                                                                                        | CR231             |
| | Limitare la 90 km/h. |                   |
| Croix de Gasperich | Nod rutier între A1, A6 și A3: Trier, Betzdorf, Aeroportul Luxemburg-Findel; Esch-sur-Alzette, Sanem-Belvaux, Arlon, Liège, Bruxelles. | A1 A6 E25 E29 E44 |
| A3 E25 E29 | |                   |
| | Zonă de servicii: Berchem (în ambele sensuri).                                                                                         |                   |
| 2 - Livange | Orașe deservite: Roeser-Livange, Bettembourg.                                                                                          | RN31              |
| Croix de Bettembourg | Nod rutier între A13 și A3: Saarbrücken, Remich, Frisange-Hellange; Mondercange-Foetz, Esch-sur-Alzette, Longwy.                       | A13 E29           |
| A3 E25 | |                   |
| 3 - Dudelange | Oraș deservit: Dudelange (nod rutier parțial).                                                                                         | RN38              |
| | Zonă de odihnă: Dudelange (în ambele sensuri).                                                                                         |                   |
| A3 E25 | |                   |
| | Frontiera dintre Luxemburg și Franța                                                                                                   |                   |
| A31 E25 | |                   |